# Magdalena Solís
Magdalena Solís (Tamaulipas, ¿década de 1930 o 1940? - ¿?) fue una asesina en serie y líder sectaria mexicana, conocida como la Gran Sacerdotisa de la Sangre. Fue responsable de por lo menos 8 asesinatos,- según algunas fuentes su número real de víctimas asciende a 15,- cometidos en la pequeña comunidad de Yerbabuena, en el municipio de Mainero (Tamaulipas), cercana a la ciudad de Monterrey, en el estado mexicano de Nuevo León.
Su historia se trata de uno de los pocos casos documentados de asesinas en serie femeninas que tuvieron una clara motivación sexual (era una criminal sexual). Era una asesina organizada, visionaria, sedentaria, depredadora sexual y que mataba en grupo.

## Perfil psiquiátrico
Magdalena Solís provenía de una familia de escasos recursos y muy probablemente, disfuncional. Aparentemente, comenzó a ejercer el oficio de la prostitución a temprana edad; oficio en el que laboraría hasta su unión, junto con su hermano Eleazar Solís (quien también trabajaba como su proxeneta), a la estafa y secta de Santos y Cayetano Hernández, en 1963. Tras su ingreso a la secta, Magdalena Solís desarrolló una grave psicosis teológica, ya que era una fanática religiosa, sufría de delirios religiosos y delirios de grandiosidad, además de una marcada perversión sexual que se expresaba en el consumo de la sangre de sus víctimas (vampirismo) y en el terrible sadismo con el que perpetró sus crímenes (véase: sadomasoquismo), contando también prácticas de fetichismo y pedofilia.

## La secta de los Hermanos Hernández
A finales de 1962 y principios de 1963, los hermanos Santos y Cayetano Hernández, un par de delincuentes de poca monta, idearon una estafa, que ellos creyeron era brillante y sería la solución a todos sus problemas monetarios. Llegaron al pequeño pueblo de Yerba Buena (una comunidad marginada del norte de México, con un poco más de 50 habitantes, todos ellos sumidos en la pobreza extrema y en su mayoría analfabetos) y se autoproclamaron profetas y sumos sacerdotes de los «poderosos y exiliados dioses incas».
Les dijeron que «los dioses Incas, a cambio de adoración y tributos, les otorgarían tesoros escondidos en las cuevas de las montañas aledañas al poblado, (lugar donde también realizaban sus ritos); y que pronto vendrían a reclamar la potestad sobre su antiguo reino, y castigarían a los incrédulos.»
Los Hernández, por completo ignorantes de la mitología inca y prehispánica de Perú (empezando por el hecho de que los incas nunca habitaron México), convencieron a muchos de los habitantes de Yerba Buena quienes, presos de la ignorancia y la miseria, creyeron en tal absurdo. Así los Hernández fundaron una secta relativamente nutrida; exigieron a los adeptos tributos económicos y sexuales (tanto a mujeres como a hombres). Los Hernández pasaron de ser unos simples ladronzuelos a estafadores y esclavistas sexuales, que organizaban orgías durante las cuales usaban narcóticos.
El culto permaneció así funcionando sin problema durante un tiempo, después del cual los creyentes comenzaron a impacientarse al no ver cumplirse las promesas. Entonces, idearon un plan: fueron a Monterrey en busca de prostitutas que quisieran formar parte de la farsa, y ahí es cuando contactaron a Magdalena y su hermano, quienes accedieron.
Durante un ritual, presentaron (con ayuda de un truco de magia barato: una cortina de humo) a Magdalena Solís como la reencarnación de una diosa. Con lo que nadie contaba es que Magdalena Solís se lo creería.

## Crímenes
Poco después de entrar a la secta, Magdalena Solís tomó el mando. Para ese entonces dos adeptos, hartos de los abusos sexuales, quisieron abandonar la secta. Los demás creyentes, presos del miedo, los acusaron ante "los sumos sacerdotes". La condena de Solís fue clara: pena de muerte. Los dos infortunados fueron linchados por los aterrados adeptos.

### "El ritual de la sangre"
Posterior a estos dos primeros asesinatos, como es característico de los asesinos en serie, sus crímenes evolucionaron y se tornaron más violentos. Aburrida de las simples orgías, comenzó a exigir sacrificios humanos e ideó un "ritual de la sangre": El sacrificado (que era siempre un miembro disidente) era brutalmente golpeado, quemado, cortado y mutilado por todos los miembros del culto. Posteriormente se le practicaba una sangría: la víctima era desangrada hasta morir. La sangre se depositaba en un cáliz mezclada con sangre de pollo (el ritual también incluía sacrificios animales y el uso de narcóticos como marihuana y peyote).
Solís bebía del cáliz y después daba a beber a los sacerdotes (los hermanos Hernández y Eleazar Solís) y, finalmente, daba a los demás miembros. Supuestamente esto les otorgaba poderes extra-naturales, y para terminar le sacaba el corazón al sacrificado.
Basándose en elementos, ahora sí, de la mitología azteca, aseguraban que «la sangre era el único alimento digno para los dioses; a través de ella preservaba su inmortalidad, "la diosa" necesitaba beber sangre para mantenerse eternamente joven». Así, supuestamente Magdalena Solís era la reencarnación de la diosa azteca Coatlicue.
Las carnicerías duraron seis semanas continuas del año de 1963, periodo en el cual 4 personas murieron de esta terrible forma. En los últimos sacrificios se llegó a extraer el corazón de las víctimas vivas.

### Últimas víctimas
Una noche del mes de mayo de 1963, un joven de 14 años de edad vecino de la localidad, Sebastián Guerrero, deambulaba por las cercanías de las cuevas en donde la secta de Solís realizaba sus ritos. Atraído por las luces y los ruidos que salían de una de las cuevas, entró a husmear; se encontró con un terrible espectáculo, y en silencio observó la atroz masacre que sufrió una pobre y desconocida víctima.
Aterrado, corrió más de 25 kilómetros, desde Yerbabuena hasta la localidad de Villagrán, lugar donde se encontraba la estación de policía más cercana. Exhausto y todavía en estado de choque emocional, no acertó en dar ninguna otra descripción del "grupo de asesinos, que presas del éxtasis, se aglutinaban para beber sangre humana", como vampiros.
Los oficiales se rieron de las declaraciones balbuceantes de Guerrero, y las tomaron como los delirios de un muchacho perturbado o drogado. A la mañana siguiente, un oficial (el investigador Luis Martínez) lo escoltó a su casa y de paso podría mostrarle "donde había visto a los vampiros". Ese fue el último día que Sebastián Guerrero y Luis Martínez fueron vistos con vida.

## Aprehensión y condena
La policía, consternada por las desapariciones de Guerrero y Martínez, tomó el caso en serio, y ahí fue cuando se comenzó a hablar de una secta satánica. El 31 de mayo de 1963, la policía en conjunto con el ejército desplegaron un operativo en Yerba Buena. Detuvieron a Magdalena y Eleazar Solís en una finca de la localidad, los cuales tenían en su poder una considerable cantidad de marihuana. Santos Hernández murió abatido por las balas de la policía al resistirse al arresto. Cayetano Hernández fue víctima de sus propias mentiras: fue asesinado por uno de los miembros locos de la secta, llamado Jesús Rubio, que ante la crisis quiso poseer una parte del cuerpo de un sumo sacerdote para protegerse.
En pesquisas posteriores se encontraron, primeramente, los cadáveres descuartizados de Sebastián Guerrero y Luis Martínez, cerca de la finca donde fueron detenidos los hermanos Solís (a este último se le había extirpado el corazón, al estilo de los sacrificios aztecas), y después fueron hallados los cuerpos, también descuartizados, de las otras 6 personas, en las inmediaciones de las cuevas. 
Magdalena y Eleazar Solís fueron condenados a 50 años de prisión, por tan solo 2 homicidios (los de Guerrero y Martínez), ya que no se les pudo comprobar su participación en los otros 6 asesinatos porque todos los miembros del culto detenidos se negaron a declarar.
Muchos de los miembros de la secta murieron abatidos en el tiroteo con la policía ya que, armados, se atrincheraron en las cuevas. Los que cayeron detenidos fueron condenados a 30 años de prisión por 6 cargos de asesinato en la modalidad de "homicidio en grupo o pandilla, o linchamiento", y su condición de analfabetismo y pauperismo sirvieron de atenuantes. No fue hasta años después que algunos exmiembros de la secta hablaron de los horrores del culto.

## Magdalena Solís en la cultura popular
- Existe una banda de rock belga que tomó el nombre de esta asesina, Magdalena Solís.[9]